# Trematodon amoenus
Trematodon amoenus là một loài rêu trong họ Bruchiaceae. Loài này được Müll. Hal. I.G. Stone & G.A.M. Scott mô tả khoa học đầu tiên năm 1976.